# Karen Andrew
Pour les articles homonymes, voir Andrew.
Pas d'image ? Cliquez ici

a Compétitions nationales et continentales officielles uniquement.

b Matchs officiels uniquement.
Dernière mise à jour le  .
 Karen Andrew , née le 14 avril 1976, est une joueuse internationale anglaise de rugby à XV de 1,73 m pour 70 kg, occupant le poste de demi d'ouverture aux Saracens durant sa carrière. 

## Biographie
En 2006, Karen Andrew est convoquée en équipe d'Angleterre pour participer à la Coupe du monde.
Elle est professeur.

## Statistiques en équipe nationale
- 42 sélections en équipe d'Angleterre.
- participations au Tournoi des Six Nations.